# 姚有多
姚有多（1937年10月—2001年1月），男，浙江宁波人，中国画家，中央美术学院教授，曾任中国美术家协会理事，第八、九届全国政协委员。